# بطولة كاريوكا 1946
بطولة كاريوكا 1946 هو موسم من بطولة كاريوكا. فاز فيه نادي فلومينينسي.